# ميخائيل جاكسون (شاعر)
ميخائيل جاكسون (بالإنجليزية: Michael Jackson)‏ هو عالم إنسان وشاعر نيوزيلندي، ولد في 1940 في نيلسون في نيوزيلندا.

## وصلات خارجية
- ميخائيل جاكسون على موقع ميوزك برينز (الإنجليزية)
- ميخائيل جاكسون على موقع ديسكوغز (الإنجليزية)